# Al Doilea Război Anglo-Afgan
Al Doilea Război Anglo-Afgan a avut loc între Marea Britanie și Afganistan din 1878 până în 1880. Afganistanul era condus de Shir Ali Khan din dinastia Baraksai, fiul fostului Emir Dost Mohammad. A fost a doua oară când India Britanică a invadat Afganistanul. Războiul s-a terminat prin Tratatul de la Gandamak după atingerea tuturor obiectivelor britanice. Majoritatea soldaților britanici și indieni s-au retras din Afganistan. Afganilor li s-a permis să-și păstreze suveranitatea internă dar au trebuit să cedeze relațiile lor externe către britanici.